# Károly Huszár
Károly Huszár, né le 10 septembre 1882 et décédé le 29 octobre 1941, est un homme d'État hongrois.
Il fut Premier ministre de Hongrie du 24 novembre 1919 au 15 mars 1920.